# Ganesha Sahasranama

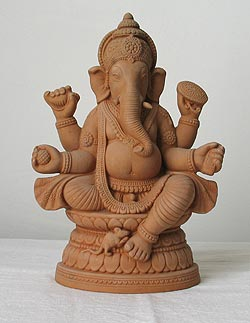
Una estatuta pequeña de Ganesh Chaturthi

El Ganesha Sahasranama (en devanagari, गणेश सहस्रनाम; AITS: gaṇeśa sahasranāma) es una letanía de los nombres del dios hindú Ganesha (AITS: Gaṇeśa). Un sahasranama es un himno hinduista de alabanza en el que se adora a una deidad bajo mil o más nombres diferentes. El Ganesha Sahasranama se recita hoy en los templos como ritual de devoción hacia Ganesha. Existen dos variantes del Ganesha Sahasranama, cada una con pequeñas variaciones. 
La primera, una de las versiones principales, figura en el capítulo I.46 del Ganesha Purana (Gaṇeśa Purāṇa), un texto sagrado importante para los Ganapatya (Gāṇapatya). Esta versión aporta una reseña enciclopédica de los atributos y roles de Ganesha según los entiende dicho culto. Bhaskararaya (Bhāskararāya) escribió un comentario en sánscrito sobre esta variante y lo tituló «Khadyota», por un juego de palabras entre los dos significados de la palabra en sánscrito. Bhaskararaya destaca en su introducción que algunos llamarán así a su comentario porque si bien es muy breve y por ende, similar a una luciérnaga (khadyota), para los devotos brillará como el sol (khadyota). El texto base (en sánscrito, मूल; mūla) del comentario en general le sigue a la reimpresión de 1993 del Ganesha Purana (GP-1993) elaborada por Sharma, pero existen pequeñas variaciones en cuanto a los nombres y la versificación. Por eso, la versión de Bhaskararaya y la de 1993 pueden ser consideradas distintas. La segunda versión, totalmente distinta de la mencionada anteriormente, presenta solo nombres que comienzan con el sonido oclusivo velar sonoro no aspirado ( ग् ). Los nombres y la estructura de esta versión no guardan similitudes con la del Ganesha Purana.